# Kalanchoe beharensis
Kalanchoe beharensis é uma planta suculenta original de Madagascar do gênero Kalanchoe. Ela cresce em lugares secos ao abrigo da sombra.